# 千秋季頼
千秋 季賴（せんしゅう すえより、1950年〈昭和25年〉11月7日 - ）は、日本の神職。熱田神宮第10代宮司、社家千秋家当主。愛知県神社庁長。

## 経歴
1950年（昭和25年）、旧男爵千秋季孝の長男として生まれる。皇學館大学文学部国史学科を卒業し、1973年（昭和48年）、先祖と同じように熱田神宮に奉職した。
2014年（平成26年）11月、熱田神宮権宮司に就任した。2018年（平成30年）9月27日、同宮宮司に昇任した。
2021年（令和3年）12月17日、愛知県神社庁長に任命された。同年10月3日には、宮司として記念事業の刀剣展示施設「剣の宝庫 草薙館」を開館させた。
2022年（令和4年）には、公益財団法人神道文化会の評議員に新任された。
その後、2024年（令和6年）12月17日には、愛知県神社庁長を再任されている。

## 系譜

### 家族
『平成新修旧華族家系大成』上巻, p. 790を参照。
- 父：千秋季孝
- 母：千秋豐子（1922 - ） - 小松行一三女
  - 妹：田中早苗（1969 - ） - 田中安比呂夫人
- 妻：千秋久美子（1955 - ） - 藪谷安男長女
  - 長男：千秋季嗣（1983年 - ）
  - 長女：千秋ゆか（1986 - ）

### 皇室との関係
東山天皇男系八世子孫。東山天皇の孫（閑院宮直仁親王の子）で鷹司家を継いだ鷹司輔平の男系後裔。

詳細は皇別摂家#系図も参照のこと。

### 書籍出典
1. 1 2  『平成新修旧華族家系大成』上巻, p. 790.
2. ↑  “熱田神宮宮司に千秋氏”. 産経ニュース (産業経済新聞社). (2018年9月27日) 2025年7月13日閲覧。
3. ↑  “熱田神宮について”.   熱田神宮. 2025年7月13日閲覧。
4. ↑  “庁長・副庁長選任（十二月十七日付）”. 神社新報. (2022年1月17日) 2025年7月13日閲覧。
5. ↑  “草薙館”. 熱田神宮.   熱田神宮. 2025年7月13日閲覧。
6. ↑  “公益財団法人神道文化会 役員・評議員一覧” (PDF). 公益財団法人神道文化会 (2022年7月1日). 2025年7月13日閲覧。
7. ↑  “庁長・副庁長選任”. 神社新報. (2025年1月1日) 2025年7月13日閲覧。

### ウェブ新聞出典
1. 1 2 3  “熱田神宮宮司に千秋氏”. 産経ニュース (産業経済新聞社). (2018年9月27日).  オリジナルの2022年2月17日時点におけるアーカイブ。 2022年2月16日閲覧。

### 書籍
- 『平成新修旧華族家系大成』上巻、霞会館編、吉川弘文館、1996年。

### 新聞記事
- 『神社新報』、神社新報社、2022年1月17日。